# Низькоплан

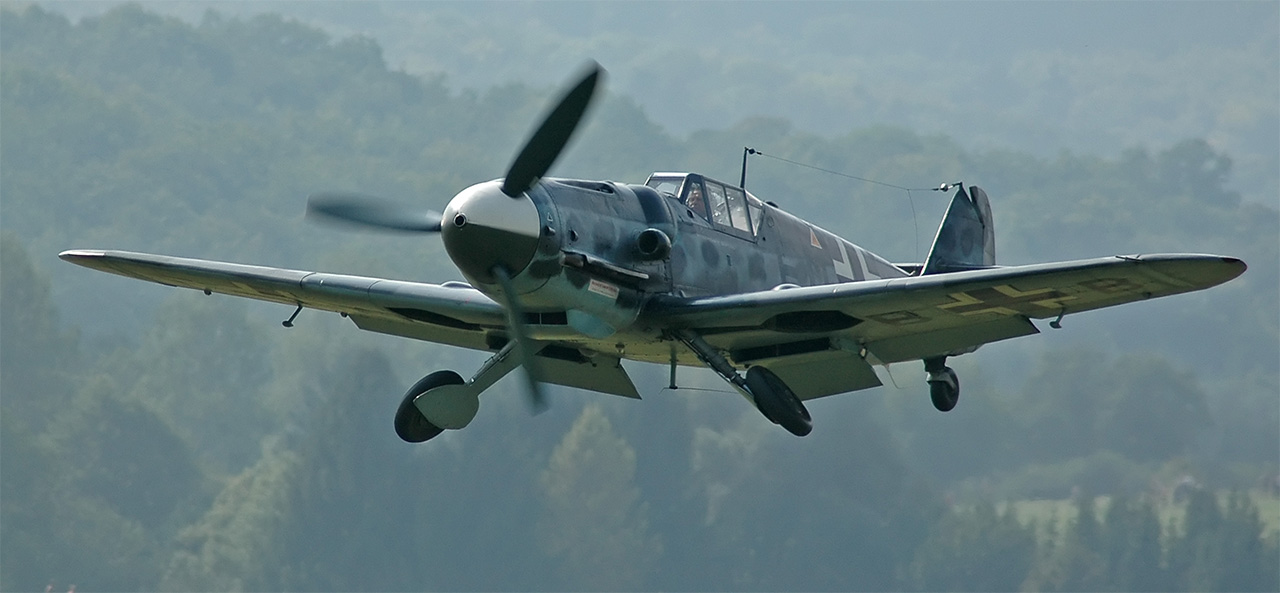
Me-109 — приклад аеродинамічної схеми низькоплана

 Низькоплан — літак (моноплан), крило в якому проходить через нижню половину фюзеляжу. Багато літаків, як цивільних, так і військових — низькоплани, наприклад Ту-154, Іл-62, Іл-86, A320, хоча є й протилежні приклади: Ан-148, Ан-24, ATR 72 — високоплани.

## Переваги низького розташування крила
- При аварійній посадці з невипущеним шасі удар сприймається в основному конструкцією крила, що захищає пасажирів і екіпаж.
- При посадці на воду паливні баки-кесони і фюзеляж забезпечують плавучість літака (крило служить понтоном). Приклад: посадка Аеробуса на Гудзон (2009).
- Стійки шасі вдається зробити короткими, і, як наслідок, більш міцними і легкими; спрощується його прибирання і випуск.
- Добре впливає близькість землі (екранний ефект) на злітно-посадкові характеристики.
- Через розташування двигунів на крилі спрощується доступ до них, що робить зручним технічне обслуговування двигунів при експлуатації.
- Планер літака легший порівняно з високопланом і середньопланом.

## Недоліки низького розташування крила
- Створюється дифузорний ефект (підвищується опір) у місці стику фюзеляжу і задньої кромки крила.
- Підвищується ймовірність торкання крилом при посадці.
- Знижується поперечна стійкість літака.
- Низьке розташування двигунів (у разі розташування їх під крилом): підвищується ймовірність потрапляння сторонніх предметів у двигун, підвищені вимоги до якості злітно-посадкової смуги.